# Горст Гек
Горст Гек (нім. Horst Hoeck, 19 травня 1904 — 12 квітня 1969) — німецький академічний веслувальник.
Олімпійський чемпіон 1932 року в складі розпашної четвірки зі стерновим.